# Campeonato da Europa de Atletismo de 2018 - Taça maratona masculina
A prova da Taça Europeia da Maratona masculina do Campeonato da Europa de Atletismo de 2018 foi disputada no dia 12 de agosto de 2018 no Estádio Olímpico de Berlim em Berlim,  na Alemanha. 

## Medalhistas
| Ouro                                                    | Prata                                                                                         | Bronze                                                           |
| Itália · Yassine Rachik · Eyob Faniel · Stefano La Rosa | Espanha · Javier Guerra · Jesus Espana · Camilo Raul Santiago · Petro Nimo · Iraitz Arrospide | Áustria · Lamawork Ketema · Peter Herzog · Christian Steinhammer |

## Resultados
O tempo total é calculado com base na soma dos tempos dos primeiros três atletas que chegaram à linha de chegada da maratona, mas as medalhas são concedidas a todos os atletas que concluíram a corrida. 
| Posição           | Equipe                                                                                        | Tempo   |
| ----------------- | --------------------------------------------------------------------------------------------- | ------- |
| Medalha de ouro   | Itália · Yassine Rachik · Eyob Faniel · Stefano La Rosa                                       | 6:40:48 |
| Medalha de prata  | Espanha · Javier Guerra · Jesus Espana · Camilo Raul Santiago · Petro Nimo · Iraitz Arrospide | 6:42:43 |
| Medalha de bronze | Áustria · Lamawork Ketema · Peter Herzog · Christian Steinhammer                              | 6:49:29 |
| 4                 | Suíça                                                                                         | 6:51:58 |
| 5                 | Polónia                                                                                       | 6:52:31 |
| 6                 | Irlanda                                                                                       | 6:53:55 |
| 7                 | Alemanha                                                                                      | 6:54:50 |
| 8                 | Ucrânia                                                                                       | 6:55:04 |
| 9                 | Lituânia                                                                                      | 6:57:29 |
| 10                | França                                                                                        | 6:59:13 |
| 11                | Turquia                                                                                       | 7:06:07 |
| 12                | Grécia                                                                                        | 7:32:58 |

Legenda
| Recorde mundial       | Recorde mundial (World record)               |                       | Recorde africano                      | Recorde africano (African) |                                           | Q | Classificado por posição (Qualified) |
| Recorde do campeonato | Recorde do campeonato (Championship record)  | Recorde da América    | Recorde da América (Americas)         | q                          | Classificado por melhor tempo (Qualified) |   |                                      |
| Melhor marca do ano   | Melhor marca do ano (World leading)          | Recorde asiático      | Recorde asiático (Asian)              | DNS                        | Não largou (Did not start)                |   |                                      |
| Recorde nacional      | Recorde nacional (National record)           | Recorde europeu       | Recorde europeu (European)            | DNF                        | Não terminou (Did not finish)             |   |                                      |
| Recorde pessoal       | Recorde pessoal do atleta (Personal best)    | Recorde da Oceania    | Recorde da Oceania (Oceania)          | DSQ / DQ                   | Desclassificado (Disqualified)            |   |                                      |
| Recorde da temporada  | Recorde da temporada do atleta (Season best) | Recorde sul-americano | Recorde sul-americano (South America) | NM                         | Sem marca (No mark)                       |   |                                      |